# W 80 dni dookoła świata (film 1956)
W 80 dni dookoła świata (ang. Around the World in 80 Days) – amerykański film przygodowy z 1956 roku w reżyserii Michaela Andersona.
Adaptacja książki W 80 dni dookoła świata autorstwa Juliusza Verne’a. Obraz nagrodzony pięcioma Oscarami (w tym dla Najlepszego Filmu Roku) oraz Złotym Globem dla Najlepszego filmu dramatycznego.

## Fabuła
Rok 1872. Phileas Fogg (David Niven), zakłada się o 20 000 funtów z kilkoma członkami stowarzyszenia „London Reform Club”, twierdząc że jest on w stanie okrążyć Ziemię w ciągu osiemdziesięciu dni. Wspólnie z jego zaradnym służącym Passepartoutem (Cantinflas), Fogg wyrusza z Paryża balonem w wielką podróż. Tymczasem pada na niego podejrzenie, że ukradł 20 000 funtów z Bank of England. Skrupulatny inspektor Fix (Robert Newton) wysłany zostaje przez prezydenta banku (Robert Morley), by ściągnął Fogga w celu osądzenia go. Fogg zatrzymuje się w Hiszpanii, gdzie Passepartout angażuje się w walkę byków. Natomiast w Indiach Fogg i Passepartout ratują przed śmiercią młodą owdowiałą księżniczkę Audę (Shirley MacLaine), której wybranek był radżą. Trójka odwiedza jeszcze Hongkong, Japonię, San Francisco, oraz Dziki Zachód. Raptem kilka godzin przed wygraną zakładu, Fogg zostaje aresztowany przez inspektora Fixa. Mimo że bohater zostaje uniewinniony z zarzutów, wszystko przegrywa, prócz czarującej Audy. Pojawia się jednak szansa na ocalenie, kiedy Passepartout odkrywa, że dzięki przeprawie przez linię zmiany daty, nadal jest czas na to by zakład padł łupem Fogga.

## Obsada
- David Niven − Phileas Fogg
- Cantinflas − Passepartout
- Shirley MacLaine − księżniczka Auda
- Robert Newton(inne języki) − inspektor Fix
- Charles Boyer − pan Gasse
- Joe E. Brown − zawiadowca stacji
- Martine Carol − turystka
- John Carradine − pułkownik Proctor Stamp
- Charles Coburn − ksiądz
- Ronald Colman − urzędnik kolei
- Melville Cooper − steward
- Noël Coward − Hesketh-Baggott
- Finlay Currie(inne języki) − Whist Partner
- Reginald Denny − szef policji
- Andy Devine − pierwszy oficer „Henrietty”
- Marlene Dietrich − hostessa
- Luis Miguel Dominguín − torreador
- Fernandel − woźnica
- Walter Fitzgerald − członek Klubu
- John Gielgud − pan Foster
- Hermione Gingold − sportsmenka
- José Greco − tancerz
- Cedric Hardwicke − generał sir Francis Gromarty, Indie
- Trevor Howard − Denis Fallentin
- Glynis Johns − towarzyszka
- Buster Keaton − konduktor
- Evelyn Keyes − flirciara
- Beatrice Lillie − misjonarka
- Peter Lorre − japoński steward
- Edmund Lowe − mechanik „Henrietty”
- Tim McCoy − pułkownik amerykańskiej kawalerii
- Victor McLaglen − sternik „Henrietty”
- A.E. Matthews − członek Klubu
- Mike Mazurki − pijak w Hongkongu
- John Mills − Cabby
- Robert Morley − Ralph
- Alan Mowbray − konsul
- Edward R. Murrow − narrator
- Jack Oakie − kapitan „Henrietty”
- George Raft − Bouncer
- Gilbert Roland − Achmed Abdullah
- Cesar Romero − Henchman
- Frank Sinatra − pianista
- Red Skelton − pijak
- Ronald Squire(inne języki) − członek Klubu
- Basil Sydney(inne języki) − członek Klubu
- Richard Wattis(inne języki) − inspektor Hunter
- Harcourt Williams(inne języki) − Hinshaw

## Produkcja
Zdjęcia do filmu kręcono na terenie ośmiu krajów położonych na trzech kontynentach. Wykorzystano następujące lokalizacje:
- Wielka Brytania: Londyn (m.in. Belgravia, Hyde Park, Wellington Barracks, Knightsbridge);
- Francja: Paryż (m.in. Gare du Nord, Place Vendôme, Rue de Rivoli), zamki w Maintenon (departament Eure-et-Loir) i w Vigny (Dolina Oise);
- Hiszpania: Chinchón (region Madrytu);
- Bangladesz: Sreemangal, Park Narodowy Lawachara;
- Pakistan: most Landsdowne Bridge;
- Japonia: pomnik wielkiego Buddy w świątyni Kōtoku-in w Kamakurze, świątynia Heian w Kioto;
- Tajlandia: Bangkok (Wielki Pałac Królewski);
- Stany Zjednoczone: stan Kolorado (kolej wąskotorowa pomiędzy Durango i Silverton); Oklahoma (rezerwat Wichita Mountains Wildlife Refuge); Kalifornia (Newport Beach)[2].

## Nagrody i nominacje

### Oscary
| Nagroda                                    | Zwycięzca / Nominowany                         |
| ------------------------------------------ | ---------------------------------------------- |
| Najlepszy Film                             | Michael Todd                                   |
| Najlepsza Muzyka                           | Victor Young                                   |
| Najlepszy Scenariusz Adaptowany            | James Poe, John Farrow, S.J. Perelman          |
| Najlepsze Zdjęcia Kolorowe                 | Lionel Lindon                                  |
| Najlepszy Montaż                           | Howard Epstein, Gene Ruggiero, Paul Weatherwax |
| Najlepszy Reżyser (nominacja)              | Michael Anderson                               |
| Najlepsze Kostiumy Kolorowe (nominacja)    | Miles White                                    |
| Najlepsza Scenografia Kolorowa (nominacja) | James W. Sullivan, Ken Adam, Ross Dowd         |